# Siegfried Kerstan
Siegfried Kerstan (* 14. August 1928 in Schwentainen, Kreis Ortelsburg, Ostpreußen; † 6. Juni 2017 in Oldenburg) war ein deutscher baptistischer Geistlicher. Von 1976 bis 1985 gehörte er als Generalsekretär zum Leitungsgremium seiner Freikirche, des Bundes Evangelisch-Freikirchlicher Gemeinden in Deutschland (Baptisten- und Brüdergemeinden).

## Leben
Siegfried Kerstan wuchs in einer Pastorenfamilie auf. Er war der ältere von zwei Brüdern. Sein Vater, der ostpreußische Baptistenprediger Wilhelm Kerstan, hatte 1927 in Schwentainen seine erste Dienststelle angetreten. 1937 wechselte Wilhelm Kerstan und mit ihm die Familie nach Berlin-Neukölln. Siegfrieds Vater wurde zu Beginn des Zweiten Weltkrieges zur Wehrmacht einberufen. Der Bruder Reinhold war ab 1943 mit Lehrern und Mitschülern des zerstörten Neuköllner Lettow-Vorbeck-Gymnasiums in die Tschechoslowakei verschickt worden. Kurz vor Schluss des Zweiten Weltkriegs erhielt Siegfried Kerstan als Sechzehnjähriger seine Einberufung. Er erlebte das Ende des Krieges jedoch unversehrt.
1949 wurde Siegfried Kerstan von der Baptistengemeinde Berlin-Neukölln zum Studium an das baptistische Predigerseminar entsandt. Die Ausbildungsstätte hatte damals ihren Sitz in Hamburg-Horn. Integriert in seine Hamburger Studienzeit war ein Gaststudium am internationalen Baptistischen Seminar in Rüschlikon (Schweiz). Seine Abschlussarbeit, mit der er 1953 die Ausbildung absolvierte, schrieb er bei dem Kirchengeschichtler Herbert Stahl. Sie trägt den Titel: Luthers Anschauung über den Heiligen Geist.
Nach dem Studium berief die Baptistengemeinde der Bethel-Kirche Stuttgart Siegfried Kerstan auf ihre zweite Pastorenstelle. Hier absolvierte er eine dreijährige Vikariatszeit und verblieb nach seiner offiziellen Anerkennung als Geistlicher des Evangelisch-Freikirchlichen Gemeindebundes im Jahr 1956 zwei weitere Jahre in der Stuttgarter Muttergemeinde. 1958 wechselte Kerstan an die inzwischen selbständige Martin-Luther-King-Kirche im Stuttgarter Stadtteil Zuffenhausen, die bis November desselben Jahres ein Zweig der Bethel-Kirche gewesen war.
1960 trat Siegfried Kerstan zum ersten Mal in einen übergemeindlichen Dienst. Er übernahm als Bundessonntagsschulpfleger die Leitung des Evangelisch-Freikirchlichen Sonntagsschulwerkes, die er bis 1965 innehatte. Es folgte ein zwölfjähriger Pastorendienst in der Baptistengemeinde Oldenburg. Während dieser Zeit konnten die Gemeinde Oldenburg einen Kirchneubau realisieren. Anstelle des Gebäudes an der Steinstraße wurde in Oldenburg-Eversten die Kreuzkirche errichtet. Ihre Einweihung erfolgte am 11. Februar 1973.
Nach seinem Gemeindedienst in Oldenburg war er von 1976 bis zu seinem vorzeitigen Ruhestand 1985 Bundesdirektor und Generalsekretär des Bundes Evangelisch-Freikirchlicher Gemeinden.
Siegfried Kerstan war mit seiner Ehefrau Edith, geborene Müller, 60 Jahre verheiratet.

## Veröffentlichungen (Auswahl)
- Familienandachten (gemeinsam mit Harald Becker). Oncken-Verlag: Kassel 1965
- Der Weltbaptismus. In: Ein Herr. Ein Glaube. Eine Taufe. – 150 Jahre Baptistengemeinden in Deutschland (Hrsg. Günter Balders im Auftrag des BEFG). Oncken Verlag: Wuppertal und Kassel 1985. S. 277–284
- Das Abendmahl. In: Eckhard Schaefer (Hrsg.): Wir aber predigen Christus als den Gekreuzigten. Die Rechenschaft vom Glauben, predigend kommentiert. Walter Zeschky zum Gedächtnis. Oncken-Verlag: Wuppertal und Kassel 2000. S. 45–48